# Service Control Point
Ein Service Control Point (SCP) ist ein Netzelement des Telefonnetzes, mit dem Zusatzdienste realisiert werden können.
In den SCP werden Funktionen ausgelagert, die nicht oder nur mit großem Aufwand in den Vermittlungsknoten (das heißt Vermittlungsstellen im Festnetz oder MSC im Mobilfunknetz) realisiert werden könnten. Die hiermit realisierten Funktionen werden auch unter dem Stichwort Intelligentes Netz (IN) zusammengefasst.

## Services
Der SCP unterstützt bei einem Telefongespräch den Gesprächsaufbau. Funktionen, die unterstützt werden können, sind zum Beispiel:
- Verwalten von Mehrwertdiensten (zum Beispiel 0137-, 0180-, 0800- und 0900-Nummern)
- Bereitstellen von Teilnehmerdatenbanken und Behandeln von Datenbankabfragen
- Verwalten von Ansagediensten und Abspielen von Ansagen
- Bereitstellen von Closed User Groups (CUG), zum Beispiel um interne Firmennetze (Corporate Network) im öffentlichen Telefonnetz zu realisieren

Seinen Arbeitsauftrag erhält der SCP von den Vermittlungsstellen (im Festnetz) oder Mobile Switching Center (im Mobilfunknetz). Während des Aufbaus eines Telefongesprächs können sogenannte IN-Trigger eingerichtet werden, bei denen der Standard-Gesprächsaufbau unterbrochen wird und stattdessen eine Anfrage an den SCP gestartet wird. Mit dem Ergebnis der SCP-Anfrage wird dann der Gesprächsaufbau fortgeführt.
IN-Triggerpunkte können zum Beispiel sein:
- Der anrufende Teilnehmer nimmt den Telefonhörer ab.

Möglicher SCP-Service: „Rotes Telefon“, der SCP meldet die Langrufnummer des voreingestellten Teilnehmers zurück, worauf ohne Wählen der voreingestellte Teilnehmer angerufen wird.
- Der anrufende Teilnehmer hat eine Nummer gewählt.

Möglicher SCP-Service: „Kurzwahlübersetzung“, gehört der anrufende Teilnehmer einer „Closed User Group“ an, werden Kurzwahlnummern automatisch in die Durchwahlnummer der Telefonanlage übersetzt, zu der der Teilnehmer gehört.
- Der Anruf wird zu einer anderen Telefongesellschaft gelenkt.

Möglicher SCP-Service: „Gebührenansage“; zum Beispiel bei Auslandsgesprächen dem Teilnehmer zuerst eine Ansage vorspielen, wie teuer dieses Gespräch wird und erst nach Bestätigung das Gespräch ausführen.
- Im eigenen Telefonnetz kommt ein Anruf einer anderen Telefongesellschaft an.

Möglicher SCP-Service: „Rufnummern-Portabilität“; in der Teilnehmer-Datenbank nachfragen, ob die Rufnummer überhaupt zu einem eigenen Teilnehmer gehört und falls nicht, das Gespräch abbrechen.
- Die laut Nummerierungsplan zuständige Ortsvermittlungsstelle des angerufenen Teilnehmer ist erreicht.

Möglicher SCP-Service: „Rufnummern-Mitnahme im Ortsnetz“; in einer Teilnehmer-Datenbank nachfragen, an welcher Ortsvermittlungsstelle der Teilnehmer wirklich angeschlossen ist und das Gespräch dorthin lenken.
- Der angerufene Teilnehmer nimmt ab.

Möglicher SCP-Service: „Prepaid-Guthaben-Verwaltung“; während des Gesprächs die Gesprächsgebühren von Guthaben des anrufenden Teilnehmers abziehen und bei nicht ausreichendem Guthaben das Gespräch beenden.

## Schnittstellen
Alle Operationen des SCP sind Signalisierungsoperationen (Unterstützung von Gesprächsaufbau und -abbau, Gesprächsdatenüberprüfung). Aus diesem Grunde ist der SCP nur über Leitungen des Signalling System 7 (SS7) an das Signalisierungsnetz eines Telefonnetzes angeschlossen.
In größeren Telefonnetzen kommuniziert der SCP direkt mit den SS7-Vermittlungsknoten (Signalling Transfer Points). Die hierzu verwendeten SS7-Protokolle sind INAP beziehungsweise CAMEL.
Außer über SS7 können manche SCP auch über Protokolle aus der Internetprotokollfamilie, wie OPINEXA, getriggert werden. Diese enthalten die gleichen Funktionalitäten wie die SS7-Protokolle INAP oder CAMEL.
Neben den SS7-Schnittstellen verfügt der SCP auch über IP-Schnittstellen, über die zum Beispiel Teilnehmerdatenbanken des SCP verwaltet und aktualisiert werden.